# Довжик (заповідне урочище, Черкаська область)
До́вжик — заповідне урочище місцевого значення в Україні. Розташоване в Черкаському районі Черкаської області, на схід від села Ксаверове.

## Опис
Площа 19,8 га. Як об'єкт природно-заповідного фонду створено рішенням Черкаської обласної ради від 23.12.1998 року № 5-3. Землекористувач або землевласник, у віданні якого перебуває заповідний об'єкт — Городищенська міська громада.
Під охороною цілинні землі зі степовою рослинністю. 